# Сленг
Сленг (англ. slang) — міський соціолект, який виник із арґо різних замкнених соціальних груп (правопорушників, крамарів, ремісників, в'язнів, бурсаків-учнів, вояків, інтернет-спільноти) як емоційно забарвлена лексика низького й фамільярного стилю (зрідка й словотворів: випивóн — пиятика, закусóн — закуска), поширена серед соціальних низів і певних вікових груп (ремісничої, шкільної молоді) міст. Сленг є неофіційною, живою та вкрай динамічною лексикою.
В Україні поширені типи сленгу, відповідно до давніших історико-політичних кордонів (голова: східно-українське — башкá, кýмпол; галицьке — маґóла або макітра; буковинське — ґóвдя; закарпатське — лáмпаш).
У літературі сленгізми використовували як засіб стилізації І. Франко, В. Винниченко, О. Корнійчук, Л. Первомайський, І. Микитенко, О. Бердник та ін.

## Характерні особливості сленгу
На думку багатьох дослідників, сленг є вторинним утворенням порівняно з жаргонами й арго, що адаптує до своїх потреб запозичені одиниці. Значення слова «сленг» близьке до понять «розмовна мова» і говірка, але на відміну від них воно має суттєве соціальне маркування. Ось основні методи сленгової лексики:
- калька (повне запозичення);
- напівкалька (запозичення основи);
- переклад (з використанням стандартної лексики в особливому значенні disk — «млинець»; з використанням сленгу інших професійних груп);
- фонетична мімікрія (error — Єгор);
- телескопія (алкоголік + космонавт → алконавт);
- зближення слів на основі звукової подібності, звукове перенесення: наприклад, «лимон» замість мільйон, «мило» замість e-mail.

Інша важлива характеристика сленгової лексики — її «первісність». Асоціація з мовою якого-небудь первісного суспільства виникає, коли спостерігаємо нестабільність, постійну змінність жаргону як в тимчасовому, так і в просторовому вимірюванні. Не встигнувши закріпитися, одні форми мови поступаються місцем іншим.
Ще одна ознака «первісності» сленгу — невизначеність, розмитість значень слів, що входять в нього. «Стрьомно», «круто», «я пруся» можуть бути і позитивною, і негативною оцінкою ситуації. Сюди належить як «блін», що використовується як емоційний вигук, так і слова типу «прикол», «крутяк», «ульот», «чум», «повний атас», «повний абзац». Залежно від ситуації і кола спілкування ці слова можуть висловлювати різноманітні — аж до протилежних — емоції: розчарування, роздратування, захоплення, здивування, радість і т. д.

## Молодіжний сленг
Лексичний склад нашої, як і будь-якої іншої, мови містить велику кількість сленгових утворень, що відповідають певним соціальним та професійним групам людей. Існування різноманітних діалектизмів, сленгізмів тощо доводить, що мова залишається динамічною системою, яка постійно живе і розвивається.

## Визначення та історія сленгу
Детальніші відомості з цієї теми ви можете знайти в статті Сленг.
На Заході період так званого «жаргонного вибуху» вже минув (увінчавшись зокрема «Механічним апельсином» Берджеса), тоді як до України хвиля інтересу до мов різноманітних субкультур докотилась лише порівняно нещодавно. Досі в наукових колах почасти домінує розуміння молодіжного соціолекту як «мовного хуліганства». Дослідженням цього питання займаються нині лише окремі мовознавці, хоча сама тема надзвичайно багатогранна.
Сленг доволі поширене явище, він є засобом спілкування у найрізноманітніших прошарках населення та сягає своїм корінням у сиву давнину. Навіть століття тому різні соціальні групи мали свій стиль мовлення, притаманний саме цій групі. Крім того, розповсюдженим видом сленгу є сленг професійний, що побутує у мовленні людей певного фаху чи роду заняття. У XVIII-ХІХ ст. на Полтавщині, де кобзарювання було досить поширеним явищем, сліпі бандуристи мали свій власний сленг.

Поширене у молодіжному мовленні слово «лахати» (сміятися) пішло саме від мандрівників-лірників, навіть не змінивши значення: «дерти лаха» – сміятися. Слово «кльово» має таке саме коріння, і вимовлялось воно спершу «клєво» («клево»). Головний персонаж оповідання Г. Хоткевича «Сліпець» належить саме до даної соціальної групи й ось цитата: 
«Оце, – думаю, – кльово» (у значенні «добре»).
Загалом межа між живою, розмовною мовою та сленгом була та є дуже рухливою, перехідною. Часто статус слова змінюється, і те, що, скажімо, у 60-х, 70-х, 80-х роках XX століття вважалося сленгом, тепер стало частиною повсякденного словника людей.
Мова дуже чутлива до змін у політиці, ідеології, науці, духовній культурі, тому й сленг, як один із її складників, надзвичайно швидко зазнає змін. Так, сленг молоді 50-60-х рр. фактично не зрозумілий сучасному молодому поколінню.
Сленг кожної історичної епохи відбивав риси часу. Сленг 60-х був наслідком підвищеного інтересу до наркотиків, популярної музики, постійної ейфорії. Сленг 70-х містив велику кількість епітетів, що стосувалися невдах: «wally», «nurd» (укр. «тюхтій», «зубрило») тощо. У сленгу 80-х переважали слова, що стосувалися грошей і роботи.
Єдиного та всеосяжного визначення сленгу немає й дотепер. Неодноразові спроби розмежувати сленг і загальновживану лексику або сленг і нецензурну мову не дали результатів. Дефініції сленгу, котрі намагаються нашвидкуруч скомпонувати у ході наукових дебатів, часто виявляються помилковими. Таким чином, у різних словниках і посібниках ми можемо зустріти безліч визначень для сленгу, таких як: «нецензурна мова», «мова неписьменних і безпутних людей», «поезія простої людини». В.О. Чеховський називає сленг «мовною грою, що допомагає особистості заявити про себе у власному мікросоціумі та водночас відокремитись разом з ним від решти суспільства».
З погляду лінгвіста, сленг – це стиль мови, що посідає місце, антитетичне занадто формальній, офіційній мові. Сленг перебуває в самому кінці можливих засобів мовного спілкування та включає різні форми мови, за допомогою яких люди можуть ототожнювати себе з певними соціальними угрупованнями, починаючи з дітей, молодих бізнесменів і хакерів і закінчуючи злочинцями, алкоголіками та наркоманами.
Жаргонізми (сленгові слова) посідають важливе місце у культурі мовлення, їх можна зачислити до лексично-стилістичних утворень. Такі слова притаманні розмовній мові людей, які пов’язані певною спільністю інтересів. Сленг властивий різним групам людей і відіграє важливу роль у житті індивіда.
Сленгові новоутворення можуть бути стилістично нейтральні та стилістично знижені. Саме на цих поняттях ґрунтується взаємозв’язок між культурою мовлення та сленговою лексикою. Стилістично нейтральні сленгові новоутворення не засмічують мови, а стилістично знижені вважають явищем негативним. У переважній більшості випадків, коли йдеться про молодіжний сленг, люди звертаються саме до тих лексичних одиниць, які є стилістично зниженими. Якраз через це виникає нерозуміння молодіжної умови, її заперечення, що одночасно провокує вживання не лише даних лексем, але і перехід на нецензурну лексику.

## Класифікація сленгу
Класифікувати сленг можна за різними ознаками. Наприклад, за стилістичними ознаками слова сленгу (жаргону), як було зазначено вище, можна поділити на звичайні, тобто нейтральні, та згрубілі (нецензурна лексика).
Важливим чинником у творенні сленгових лексем є спорідненість інтересів осіб, які формують різновид цього ненормативного утворення. За цією ознакою лексичні одиниці молодіжного сленгу можна поділити на такі, що вживаються:
– у середовищі людей, що мають справу з комп'ютерами.
У даному колі найчастіше використовуються жаргонні слова англомовного походження. Це викликано насамперед тим, що англійська є мовою комп'ютерних технологій. У процесі роботи з комп'ютерною технікою деякі слова перейшли до української розмовної лексики. Так, у даній сфері можна почути слова: áпгрéйд (поліпшення, модернізація комп'ютера), батóни (клавіші), мáсдай (крайній ступінь невдоволення), сидюк (дисковод та диски CD-ROM), юзер (користувач).
– Свої сленгові новотвори мають люди, які цікавляться автомобілями.
Найпоширенішими лексемами цієї групи є назви різноманітних автомобільних деталей та іншого обладнання: бублик, баранка (кермо), тачка (автомобіль), резина, скати (шини) тощо;
– у середовищі підлітків, які захоплюються музикою, часто вживають такі слова: вертушка (CD-програвач), саундтрек (мелодія, що супроводжує відеофільм), сингл (CD з меншою, ніж на альбомі, кількістю пісень), солянка (збірний концерт).
Власний сленг мають книголюби, газетярі, спортсмени та ін. До того ж у кожній з названих груп можна виділити підгрупи. Наприклад, спортивний сленг поділяється на сленг футболістів, хокеїстів, плавців та ін.
Отож можна зробити висновок, що практично кожна група людей, яких об'єднують спільні інтереси, має свій особливий тип мовлення, який реалізується у сленгових новоутвореннях і є притаманним лише цій групі. Це свідчить про те, що молодіжний сленг не є цілісною системою і містить загально молодіжний жаргон, що характеризує мову певного покоління, і спеціальні молодіжні жаргони.
Молодіжний сленг є неоднаковим відповідно до спілкування. Кожне з таких середовищ має свої відмінності й сленг озвучує реалії життя саме у цьому оточенні.
Наприклад, у студентському середовищі побутують такі лексичні одиниці: друшляти (прогулювати пари), гуртак, братська могила (гуртожиток), Степанида, Баба Степа, стіпуха (стипендія) тощо.
У сленговому мовленні школярів трапляються слова, що показує шкільні буденні явища та проблеми: хвіст (заборгованість), шпора, шпаргалка (зрозуміло і без пояснення), плавати (погано знати матеріал), йти на шпорах (списувати), врубитись (зрозуміти), засипатись (не скласти іспити, тести, екзамен).
Окремим видом жаргонної лексики є кримінальний сленг, що вживається у відповідному середовищі, хоча завойовує позиції у розмовно-побутовому мовленні інших суспільних верств. Тут часто трапляються такі лексеми як: бивень (розумово відстала людина), дядя (начальник тюрми), дока (тямуча людина), квасити (пити спиртне), качок (масивна людина), мусор (міліціонер) та ін.
Проте, якщо вищеназвані сленги вживаються лише у конкретному середовищі, то слова, що належать до інтержаргонну, є загальновживаними. До таких лексем можна зачислити: бомж (російська абревіатура «без определенного места жительства»), малахольний (ненормальний), лимон (мільйон грошових одиниць), поїхати (збожеволіти), стріляти (просити).
- медичний сленг.
- військовий сленг.
- еротично-сексуальний сленг.
- сленг алко- та наркозалежних осіб.
Отже, як бачимо, сленг — явище дуже поширене і за певними ознаками його можна класифікувати.

## Абревіатурний сленг
Цікавим типом є абревіатурний сленг, який набуває все більшої популярності серед молоді. Характерною ознакою є мінімілізація символів (інколи лише пропуск голосних літер).
Також використовуються скорочені форми (абревіатури) деяких понять, які вживаються і на території України. Наприклад:
- LTR - Long Term Relations (довготривалі стосунки)
- ONS - One Night Stand (зустріч на одну ніч)
- OLS - One Life Stand (одноразовий секс заради вагітності)
- FWB - Friends With Benefits (друг з яким можна і трахатись)
- NSA - No Strings Attached (секс без зобов'язань)
- FWBG - Friend With Board Game (друг з настільною грою)
- 69 - поза для взаємного мінету чи кунілінгусу
- 420 - four-twenty (не проти покурити марихуану)
- 1337 або Leet - особа, яка досягла певних навичок, особливо у сфері онлайн-ігор або комп'ютерного злому. Термін «leet» походить від слова elite
- ЛОЛ - laughing out loud (дуже голосно сміятись)
- ПНХ - пішов нах*й!
- ХБ - Happy Birthday (у значенні День народження)

## Сленгові номінації у контексті сучасної літератури
Останнім часом поширеним є залучення сленгових номінацій до мовлення теле- та радіопередач, газет, журналів тощо. Це пояснюється тим, що автори намагаються наблизити їх до кола слухачів (читачів), надати відтінку молодіжної розкутості. Це підтверджує наявність величезного впливу сленгу як вияву молодіжної культури на людей різного віку.
Але сленг здобуває позиції не лише у ЗМІ та музиці – найвідоміші імена нового покоління у сучасній літературі пов’язані з цим явищем. Петро Білоус, доктор філологічних наук, говорячи про творчу індивідуальність письменника, зазначає: «Часом автори, зокрема, з нинішнього молодого покоління літераторів, вдаються до навмисного нагромадження вульгаризмів або жаргонізмів, чим прагнуть підкреслити власну мовну «незакомплексованість» і продемонструвати особисту творчу розкутість». Таке значне поширення сленгу у творах літератури можна зачислити до наслідків так званого «жаргонного вибуху», про який говорив В. Єлістратов. До прикладів сленгу у літературі можна зарахувати твори Юрія Андруховича, Світлани Пиркало, Оксани Забужко, Олександра Ірванця, Наталки Сняданко, Сергія Жадана, Любка Дереша та інших.
У поезії спостерігаються дві основні течії розвитку сленгової поетики: львівська («бубабістів») та київська («пропалограмотисти»), перша назва з тих, що подані у дужках, пішла від найменування літ-угруповання «Бу-ба-бу» (засноване 17 квітня 1985 р. у Львові), до якого входили Юрій Андрухович (Патріарх), Віктор Неборак (Прокуратор) та Олександр Ірванець (Підскарбій), а друга від назви збірки поезій «Пропала грамота» Юрка Позаяка (справжнє ім’я – Юрій Лисенко), до якої увійшли також і твори Віктора Недоступа, Назара Гончара, Сергія Жадана та ін.

## Сленг у сучасній рекламі
Сленг є одним із методів осучаснення застарілих мовних прийомів у рекламі. Використання слів типу «відосик», «свайп», «лойс», «камон», «лайкос» тощо допомагає побудувати підсвідому асоціативну лінію між товаром та споживачем у відповідній віковій категорії. Більша частина продукції, у рекламних текстах якої використані «сленгізми», орієнтована саме на молодь.